# Xenopachys schurmanni
Xenopachys schurmanni är en skalbaggsart som beskrevs av Gianfranco Sama 1999. Xenopachys schurmanni ingår i släktet Xenopachys och familjen långhorningar.
Artens utbredningsområde är Afghanistan. Inga underarter finns listade i Catalogue of Life.